# Pablo Islas
Pablo Eduardo Islas  (Buenos Aires, Argentina; 19 de febrero de 1979) es un exfutbolista argentino. Jugaba como delantero y su primer equipo fue Argentinos Juniors. Su último club antes de retirarse fue San Miguel. Es hermano menor de Luis Islas y mellizo de Daniel Islas, ambos exfutbolistas también.

## Trayectoria
Surgido de las inferiores de Argentinos Juniors. Lo compró Boca Juniors junto con otros futbolistas de esas inferiores, entre ellos Juan Román Riquelme. Debutó en ese club el 4 de julio de 1997 contra Independiente. Con los xeneizes jugó 14 partidos oficiales y convirtió un solo gol en la victoria contra el Club de Gimnasia y Tiro por el Torneo Apertura 1997.
Luego pasó a Chacarita Juniors. En el 2000 pasó por Racing de Montevideo con gran suceso, incluso saliendo goleador de ese campeonato y metiéndose en el corazón de los hinchas Racinguistas. En ese mismo año pasó a Nacional tras un suceso increíble entre los dirigentes de Nacional y Peñarol peleándose por comprarlo tras su notable campaña en el Racing charrúa.
En el 2001 pasó a Tigre. En el 2002 pasó a Unión de Santa Fe. 
En el 2003 pasó a Venezia de Italia, teniendo así su primera experiencia en el Viejo Continente. 
En el 2004 pasó a Huracán. En el 2004 fichó por el Cartaginés de Costa Rica. En el 2005 pasó a FC Cartagena de España. 
En el 2005 retornó a la Argentina para defender los colores de San Martín de Mendoza. En el 2006 pasó a Huracán de Tres Arroyos. En el 2007 pasó a San Miguel, su último club como profesional.
El 19 de octubre del 2007 fue baleado por dos personas desconocidas cuando manejaba su auto por las calles de Del Viso pasadas las 23:30.

## Clubes
| Club                    | País       | Año       |
| ----------------------- | ---------- | --------- |
| Argentinos Juniors      | Argentina  | 1996-1997 |
| Boca Juniors            | Argentina  | 1997-1998 |
| Chacarita Juniors       | Argentina  | 1998-1999 |
| Racing de Montevideo    | Uruguay    | 2000      |
| Nacional                | Uruguay    | 2000-2001 |
| Tigre                   | Argentina  | 2001-2002 |
| Unión de Santa Fe       | Argentina  | 2002-2003 |
| Venezia                 | Italia     | 2003      |
| Huracán                 | Argentina  | 2004      |
| Cartaginés              | Costa Rica | 2004      |
| FC Cartagena            | España     | 2005      |
| San Martín de Mendoza   | Argentina  | 2005-2006 |
| Huracán de Tres Arroyos | Argentina  | 2006      |
| San Miguel              | Argentina  | 2007      |

## Palmarés

### Torneos nacionales
| Título              | Club     | País    | Año  |
| ------------------- | -------- | ------- | ---- |
| Campeonato Uruguayo | Nacional | Uruguay | 2000 |